# Colobostruma mellea
Colobostruma mellea é uma espécie de formiga do gênero Colobostruma, pertencente à subfamília Myrmicinae.